# Dime (Grécia)
Dime ou Dimas foi uma cidade da Grécia Clássica. A cidade se localizava a trinta estádios do rio Lárisso, que marcava a fronteira entre a Acaia e a Élida. A foz do rio Peiro se localizava a quarenta estádios de Dime; a antiga cidade de Óleno ficava na margem deste rio.
Na cidade havia um templo de Atena com uma imagem que já era antiga na época de Pausânias. Também havia um santuário para a deusa-mãe de Dídimos e para o eunuco frígio Átis.

## Mitologia
Seu nome antigo era Paleia. De acordo com Pausânias, a evidência para o nome antigo é uma estátua, erguida em 460 a.C., que se refere à cidade como Paleia, pois era costume dos poetas se referir às cidades pelos seus nomes antigos.
Seu nome foi mudado para Dime quando os jônios ocuparam a cidade. Pausânias apresenta duas hipóteses para o nome: ou o nome deriva de Dime, uma mulher nativa, ou de Dimas, filho de Egímio.

## História
Esta foi a única cidade da Acaia conquistada por Filipe, filho de Demétrio, e, por causa disto, Sulpício , outro governador romano, entregou a cidade para ser saqueada por seus soldados.

## Personalidades

### Sóstrato
Ele era um jovem nativo, muito amado por Héracles; quando Sóstrato morreu, Héracles fez seu túmulo e deixou parte do seu cabelo como oferta. Os nativos, na época de Pausânias, sacrificavam a Sóstrato, como herói.

### Oebotas, filho deOenias
Foi o vencedor do estádio na sexta olimpíada (756 a.C.), e foi honrado com uma estátua na 80a olimpíada (460 a.C.). A inscrição da estátua dizia:
Este Oebotas, um aqueu, filho de Oenias, ao vencer o estádio aumentou a fama de sua pátria, Paleia.
O túmulo de Oebotas se localizava na cidade, e, apesar dele ter sido o primeiro aqueu a vencer o estádio, ele não recebeu nenhum prêmios especial da sua terra; então ele amaldiçoou os aqueus, para que, no futuro, nenhum deles vencesse nas olimpíadas. Os aqueus, depois de algum tempo, perguntaram ao Oráculo de Delfos porque não estavam ganhando a coroa olímpica, e, após isso, dedicaram a estátua a Oebotas. Logo após, Sóstrato de Pelene venceu a corrida para meninos. Na época de Pausânias, era costume aos aqueus, quando fossem competir em Olímpia, sacrificar a Oebotas com um herói, e, em caso de sucesso, colocar uma grinalda na estátua de Oebotas em Olímpia.